# Cabardinos

Grupos étnicos del Cáucaso.
Cabardinos.

Los cabardinos (en cabardo: Къэбэрдейхэр) son un grupo étnico del norte del Cáucaso. Su lengua, el cabardino, pertenece a la rama de las lenguas caucásicas noroccidentales, o abjasio-adiguesas, dentro de la familia de las lenguas caucásicas. Son étnica y lingüísticamente afines a los adigueses, los cuales los consideran la familia oriental de su pueblo. Su población se centra en la república de Kabardia-Balkaria, contaba con unos 520.000 en 2002.
También existen minorías en Turquía (principalmente en la provincia de Kayseri), en Georgia, Alemania, Arabia Saudita, Jordania, Estados Unidos, Ucrania y Uzbekistán. Originariamente eran un pueblo seminómada. Practican mayoritariamente el islam suní, pero comunidades minoritarias pertenecen a la Iglesia ortodoxa.